# Yoshiyuki Sakaki
Yoshiyuki Sakaki (榊 佳之, Sakaki Yoshiyuki), né le 9 septembre 1942, est un biologiste moléculaire japonais, 6e président de l'université technique de Toyohashi et professeur émérite à l'université de Tokyo.
Né à Nagoya, Yoshiyuki Sakaki obtient un Ph.D. en biochimie de l'université de Tokyo en 1971.